# Abantiades aurilegulus
Abantiades aurilegulus là một loài bướm đêm thuộc họ Hepialidae. Các tiêu bản của loài này được phát hiện duy nhất tại Tây Úc.